# Fritz Meyer-Fierz
Fritz Meyer-Fierz (* 9. Oktober 1847 in Lichtensteig SG; † 11. Dezember 1917 in Zürich) war ein Schweizer Unternehmer, Mäzen und Kunstsammler.

## Leben und Werk
Fritz Meyer kam 1847 in Lichtensteig zur Welt. Den Nachnamen Meyer-Fierz führte er erst nach seiner Heirat mit Nina, geborene Fierz (1861–1925) als Allianzname. 
Er studierte zunächst Geologie am Polytechnikum Zürich und absolvierte anschliessend eine kaufmännische Ausbildung in Paris und London. Danach hielt er sich in Singapur auf. Nachdem sein Bruder Theodor 1871 bei einem Aufstand auf der Tabakplantage Namoe Trassi in der Nähe von Medan auf Sumatra in Niederländisch-Indien ermordet worden war, übernahm er die Leitung der Plantage und verblieb dort mehrere Jahre. Ab 1887 hielt er sich wieder überwiegend in Zürich auf, kehrte aber gelegentlich nach Sumatra zurück. 1910 stiftete er der Ethnographischen Sammlung der Geographisch-Ethnographischen Gesellschaft Zürich (heute Völkerkundemuseum der Universität Zürich) eine Sammlung mit 72 Objekten des Kunsthandwerks aus Ostasien. Hierzu gehörten Steinfiguren, Messingarbeiten, Bronzegegenstände, Waffen und Sarongs von den Inseln Java, Borneo, Bali und Sumatra.
Mit dem im Tabakhandel gewonnenen Vermögen begann Meyer-Fierz ab den 1880er Jahren eine Kunstsammlung aufzubauen. Möglicherweise bedingt durch geschäftliche Kontakte in die Niederlande, kaufte er zunächst Werke der Haager Schule. Hierzu gehörten Bilder von George Hendrik Breitner,  Jan Toorop, Hendrik Willem Mesdag, Anton Mauve, Jozef Israëls und den Brüdern Jacob, Matthijs und Willem Maris. Es schlossen sich Arbeiten französischer Künstler der Schule von Barbizon an, darunter Werke von Jean-François Millet. Meyer-Fierz kaufte direkt bei Händlern in Paris, da Ende des 19. Jahrhunderts im Schweizer Kunsthandel kaum zeitgenössische Kunst aus Frankreich erhältlich war. In Gegensatz zu anderen Schweizer Sammlern zeigte er wenig Interesse an deutscher Kunst und wandte sich stattdessen jungen Schweizer Künstlern zu. Hierzu merkte er an: „Die jungen Künstler in der Schweiz schaffen etwas, das neben viel Wagemut eine Kraft und Bestimmtheit hat, die den Akademikern draussen im Reich fehlt“. Der Schweizer Kunsthistoriker Paul Ganz bezeichnete Meyer-Fierz entsprechend als den ersten Sammler zeitgenössischer Kunst in Zürich.
Zu einem seiner bevorzugten Künstler gehörte Ferdinand Hodler, von dem er 1914 zu einer Ausstellung im Kunsthaus Zürich allein 46 Werke seiner Sammlung auslieh. Nachdem 1908 in Zürich Gemälde von Vincent van Gogh zu sehen gewesen waren, kaufte er kurz darauf mehrere Bilder des Malers. Hierzu gehörten Fünf Sonnenblumen in einer Vase (zerstört im Zweiten Weltkrieg), Madame Augustine Roulin mit Baby (Philadelphia Museum of Art), Zypressen (Metropolitan Museum of Art, New York), Acker mit pflügendem Bauern (Privatsammlung) und Das weiße Haus bei Nacht (Eremitage, Sankt Petersburg). Er gehörte damit zu den frühesten Sammlern des Künstlers in der Schweiz. Darüber hinaus besass Meyer-Fierz einzelne Werke anderer Künstler. Dazu gehörte das Stillleben Pommes, orange et citron von Paul Cézanne (Kunstmuseum Bern), Nafea faa ipoipo von Paul Gauguin und Boom A von Piet Mondrian (Tate Gallery of Modern Art, London). Das Gemälde von Gauguin verkaufte er bereits zu Lebzeiten an den Basler Sammler Rudolf Staechelin.

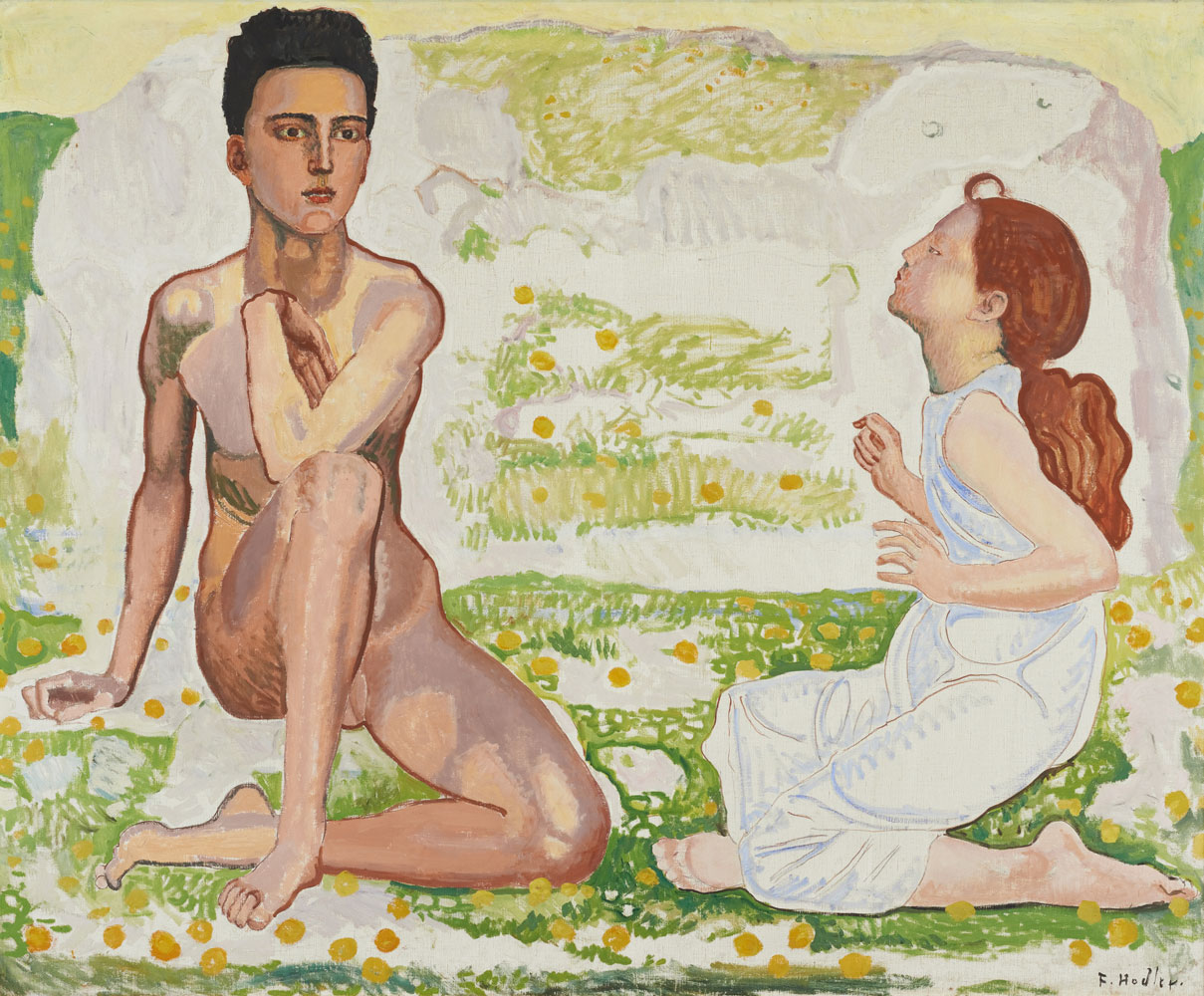
Ferdinand Hodler: Der Frühling (Fassung IV), um 1912, Privatsammlung
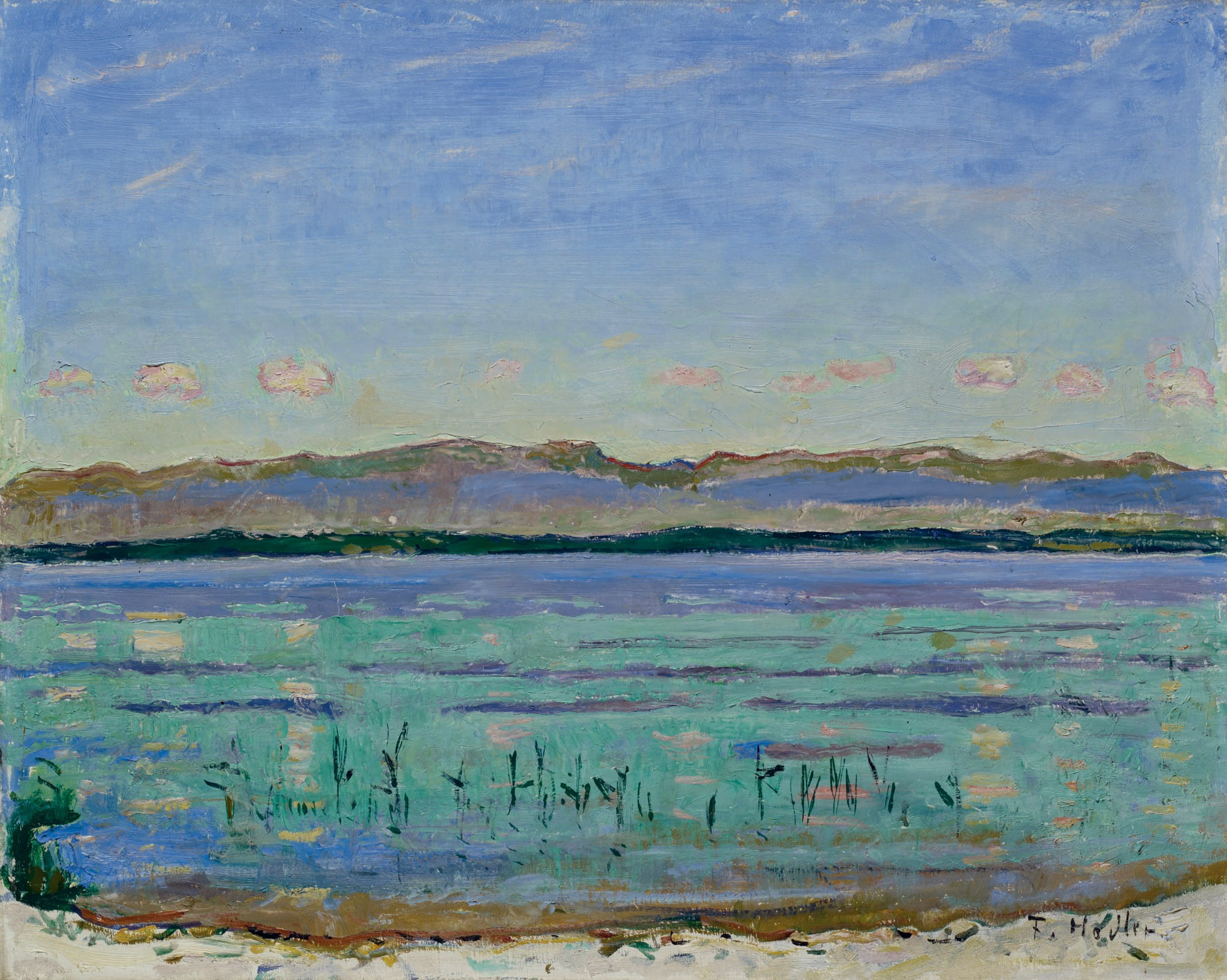
Ferdinand Hodler: Genfersee mit Jura, um 1911, Privatsammlung
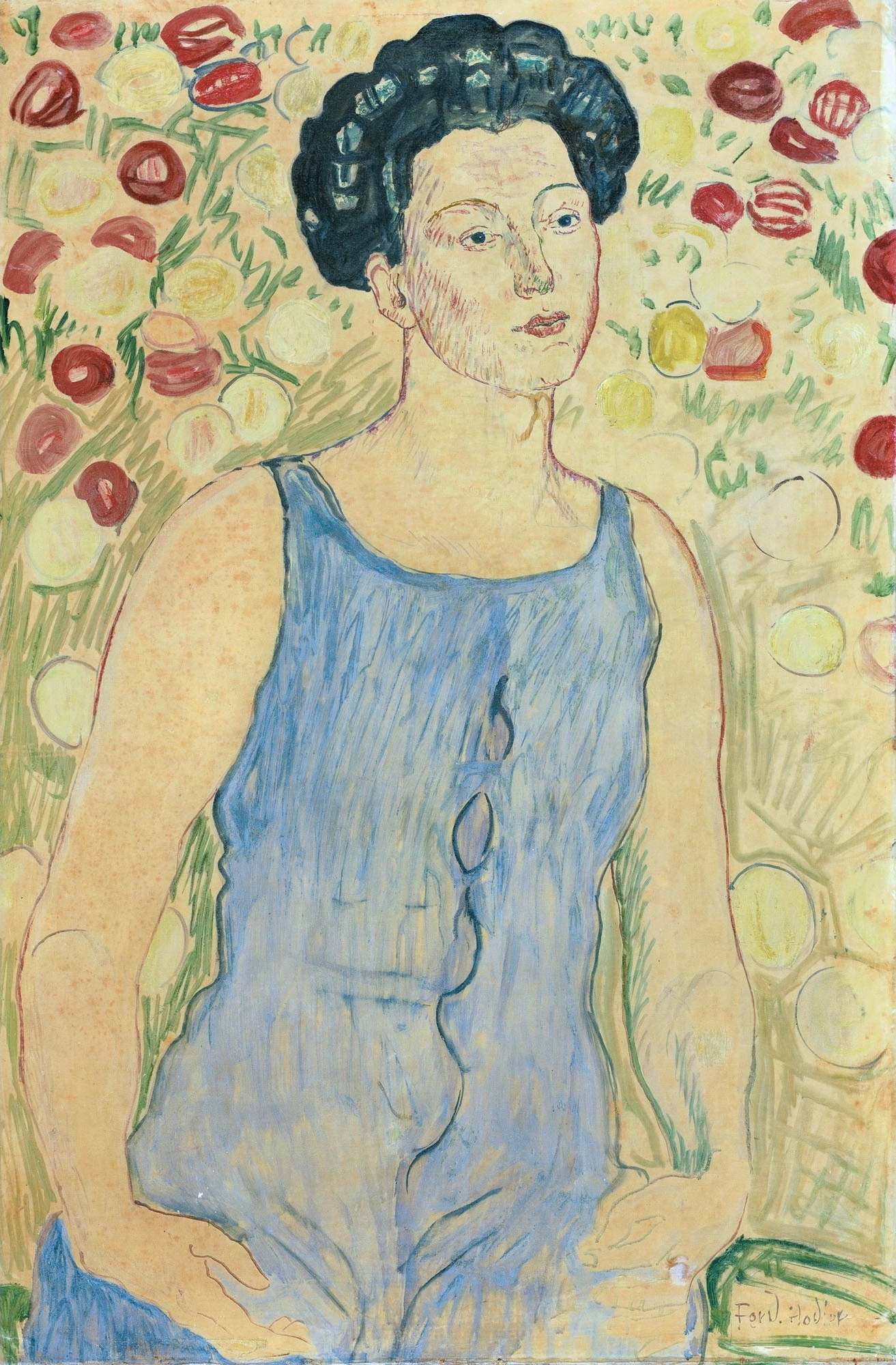
Ferdinand Hodler: Heilige Stunde (Studie zur zweiten Figur von rechts der sechsfigurigen Fassung), um 1907, Privatsammlung
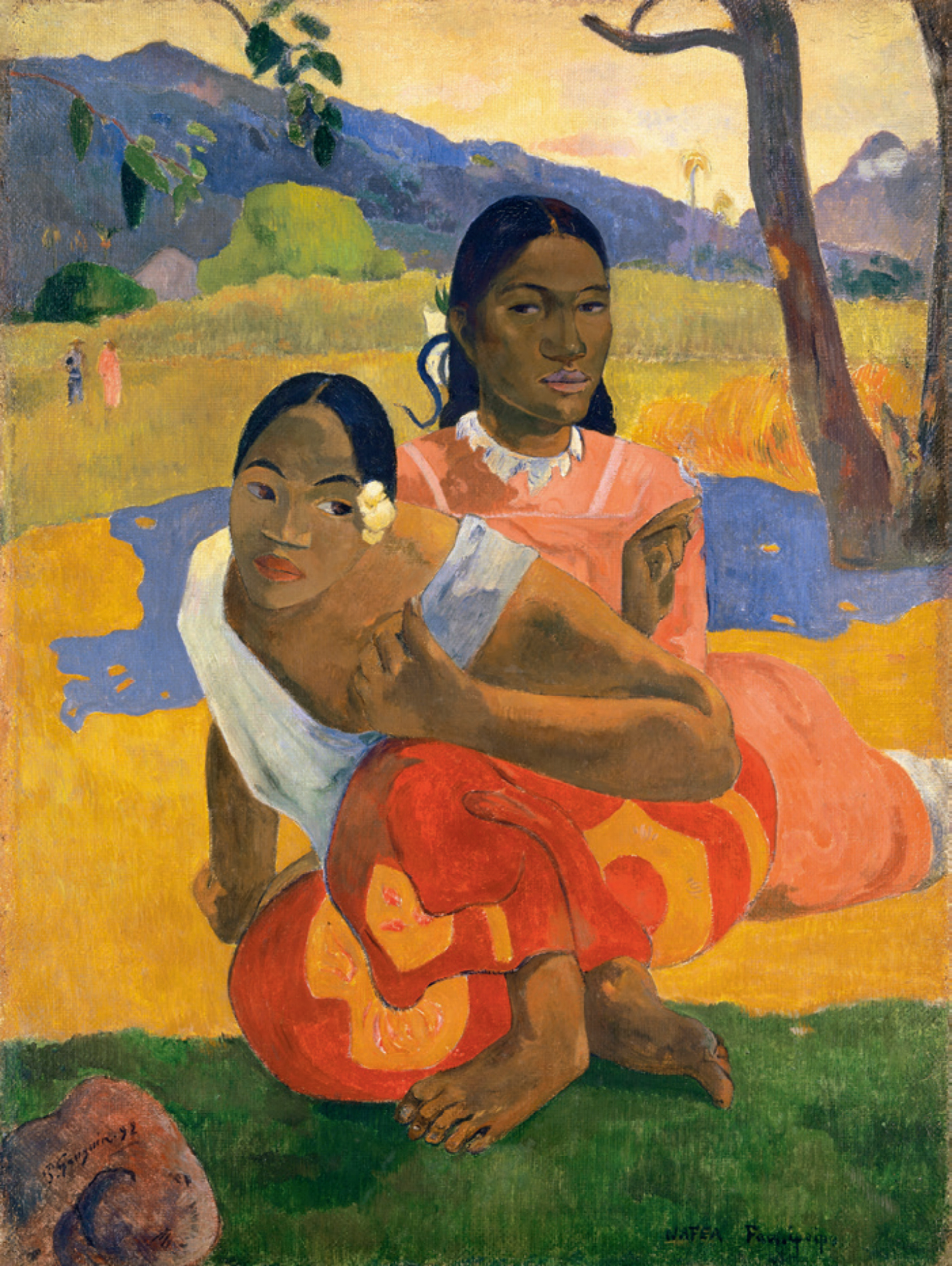
Paul Gauguin: Nafea faa ipoipo?, 1892, Privatsammlung
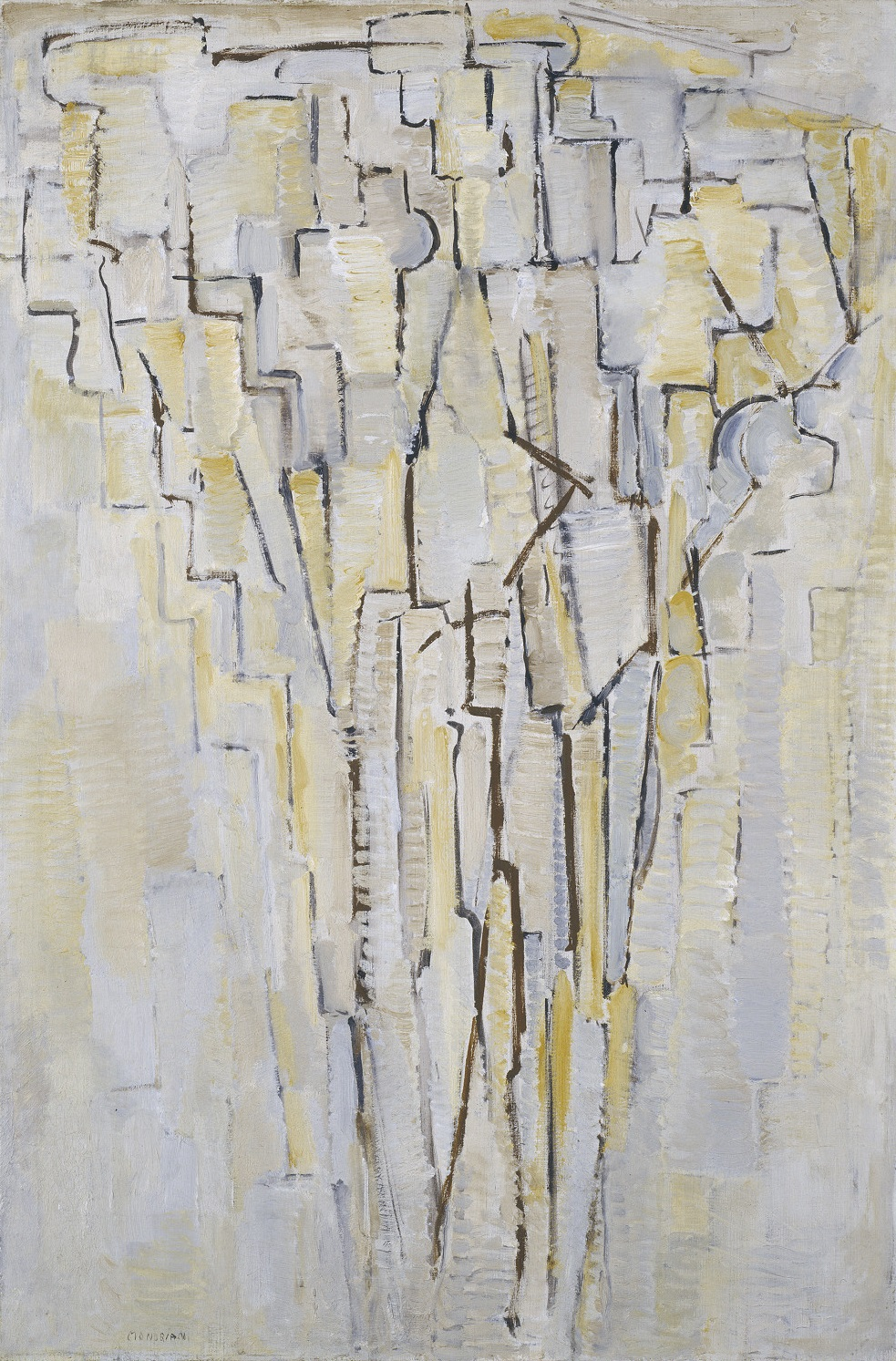
Piet Mondrian: Boom A, um 1913, Tate Modern, London

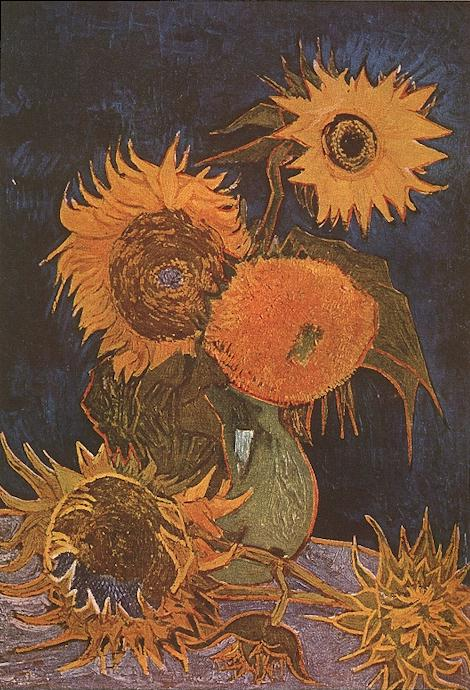
Vincent van Gogh: Fünf Sonnenblumen in einer Vase, 1888, zerstört
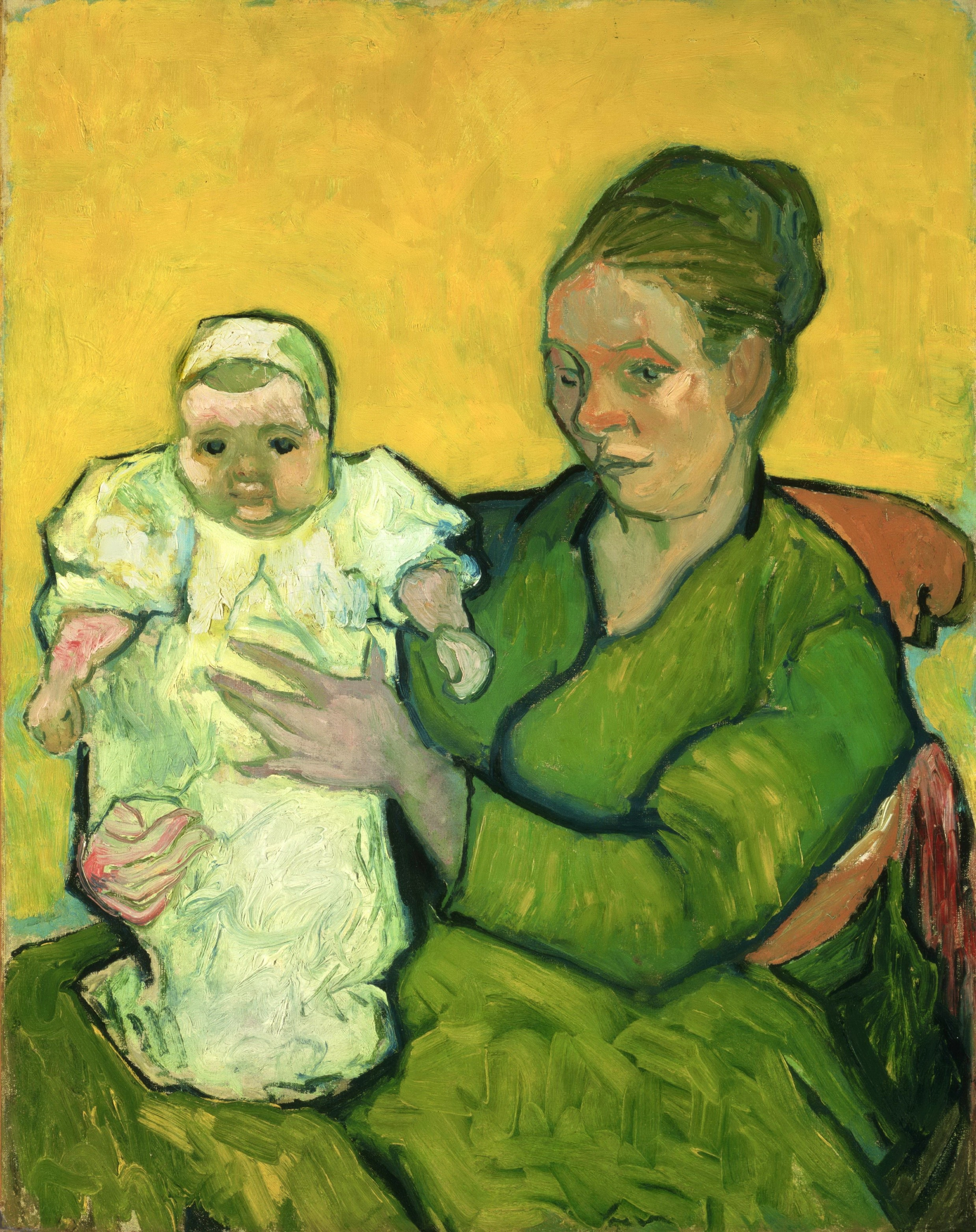
Vincent van Gogh: Madame Augustine Roulin mit Baby, 1888, Philadelphia Museum of Art
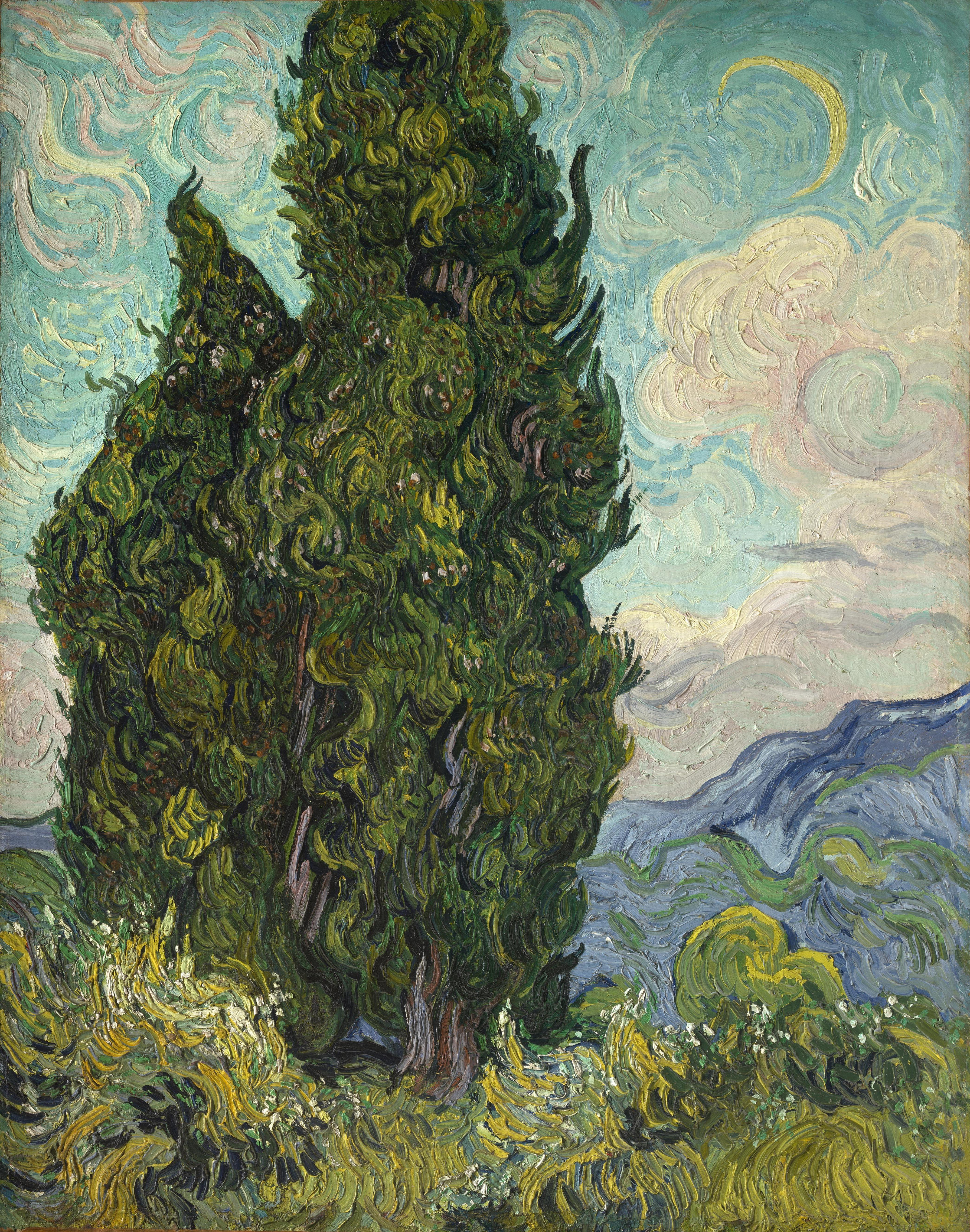
Vincent van Gogh: Zypressen, 1889, Metropolitan Museum of Art, New York
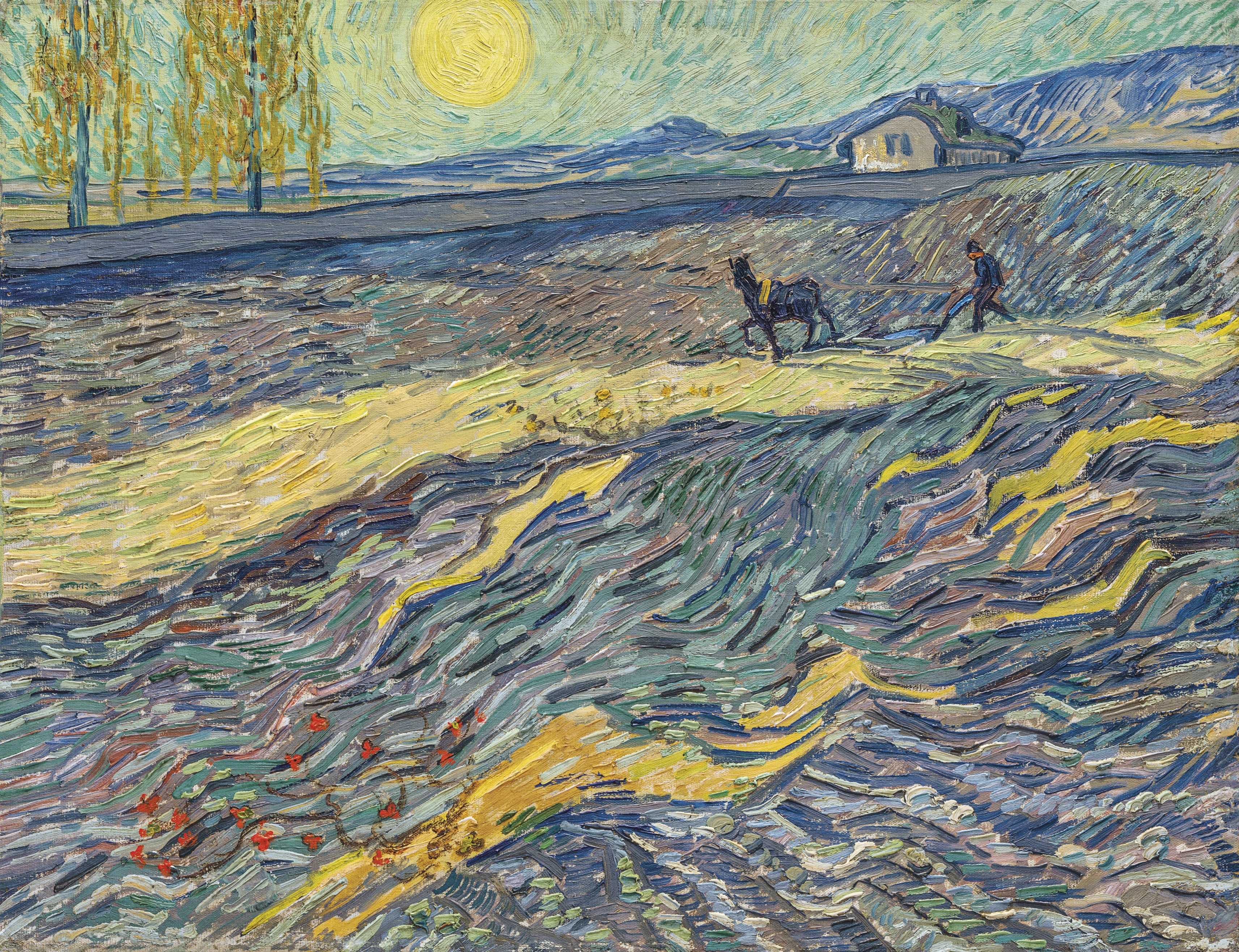
Vincent van Gogh: Acker mit pflügendem Bauern, 1889, Privatsammlung
Vincent van Gogh: Das weiße Haus bei Nacht, 1890, Eremitage, Sankt Petersburg

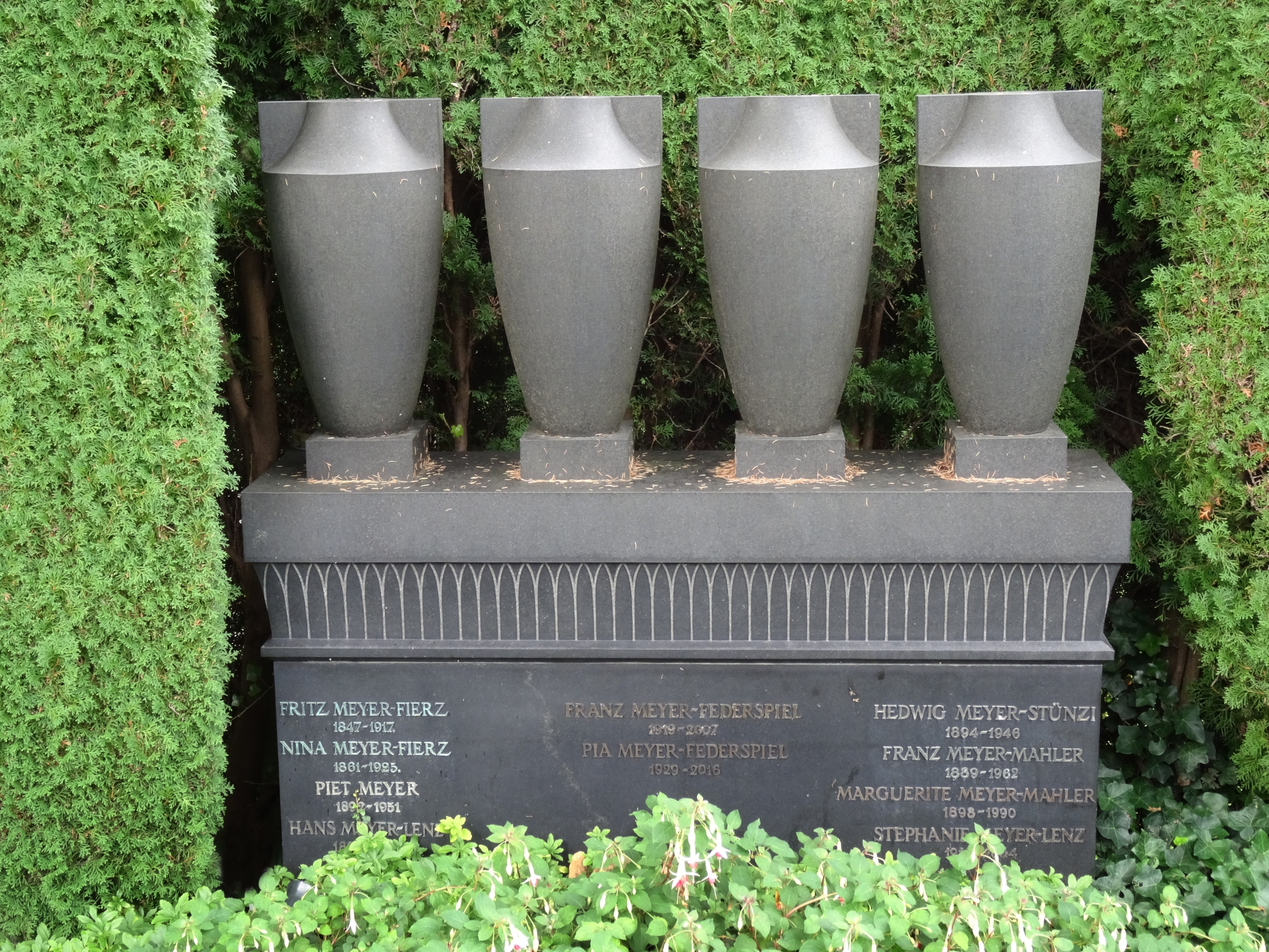
Grab, Friedhof Enzenbühl, Zürich

Vier Gemälde mit dem Motiv Krieger von Ferdinand Hodler kamen als Schenkung ins Kunsthaus Zürich. Den Grossteil der Kunstsammlung liessen seine Erben 1926 im Auktionshaus Frederik Muller in Amsterdam versteigern. Sein Sohn Franz Meyer Senior war ebenfalls Kunstsammler und langjähriger Präsident der Zürcher Kunstgesellschaft. Sein Enkel Franz Meyer Junior war Kunsthistoriker, Kunstsammler und langjähriger Direktor der Öffentlichen Kunstsammlung Basel (Kunstmuseum Basel) und des Kunstmuseums Bern.
Fritz Meyer-Fierz fand seine letzte Ruhestätte auf dem Friedhof Enzenbühl in Zürich.